# Уильям, герцог Глостерский
Уи́льям Да́тский, ге́рцог Гло́стерский (англ. William of Denmark, Duke of Gloucester, 24 июля 1689, Хэмптон-корт — 30 июля 1700, Виндзорский замок) — сын принцессы Анны, позднее — королевы Англии, Ирландии и Шотландии с 1702 года, и её мужа, принца Георга, герцога Камберлендского.
Уильям был единственным ребёнком Анны и Георга, пережившим младенчество, и рассматривался современниками как будущий протестантский король, способный укрепить позиции протестантов на троне, установленные «Славной революцией». Однако мальчик с самого рождения обладал слабым здоровьем: всю жизнь он страдал от рецидивов лихорадки; кроме того, у него была увеличенная голова, мешавшая принцу ровно ходить и ориентироваться в пространстве. Из-за проблем с речью Уильям начал обучение на год позже, чем было принято в королевской семье, однако быстро наверстал упущенное. После смерти тётки королевы Марии II, Уильям, до этого проживавший в Кэмпден-хаус, вместе с матерью перебрался в Сент-Джеймсский дворец, где по приказу короля Вильгельма III Оранского мальчику был создан собственный двор.
В канун одиннадцатилетия Уильям был перевезён в старые апартаменты королевы Марии в Кенсингтонском дворце. 24 июля 1700 года он заболел, а уже 30 июля умер. Ранняя смерть принца ознаменовала кризис престолонаследия: опасаясь реставрации католиков, парламент принял в 1701 году Акт о престолонаследии, по которому после смерти Анны, последнего Стюарта-протестанта, наследницей престола объявлялись курфюрстина София Ганноверская — внучка Якова VI и I — и её потомки.

## Происхождение и ранние годы

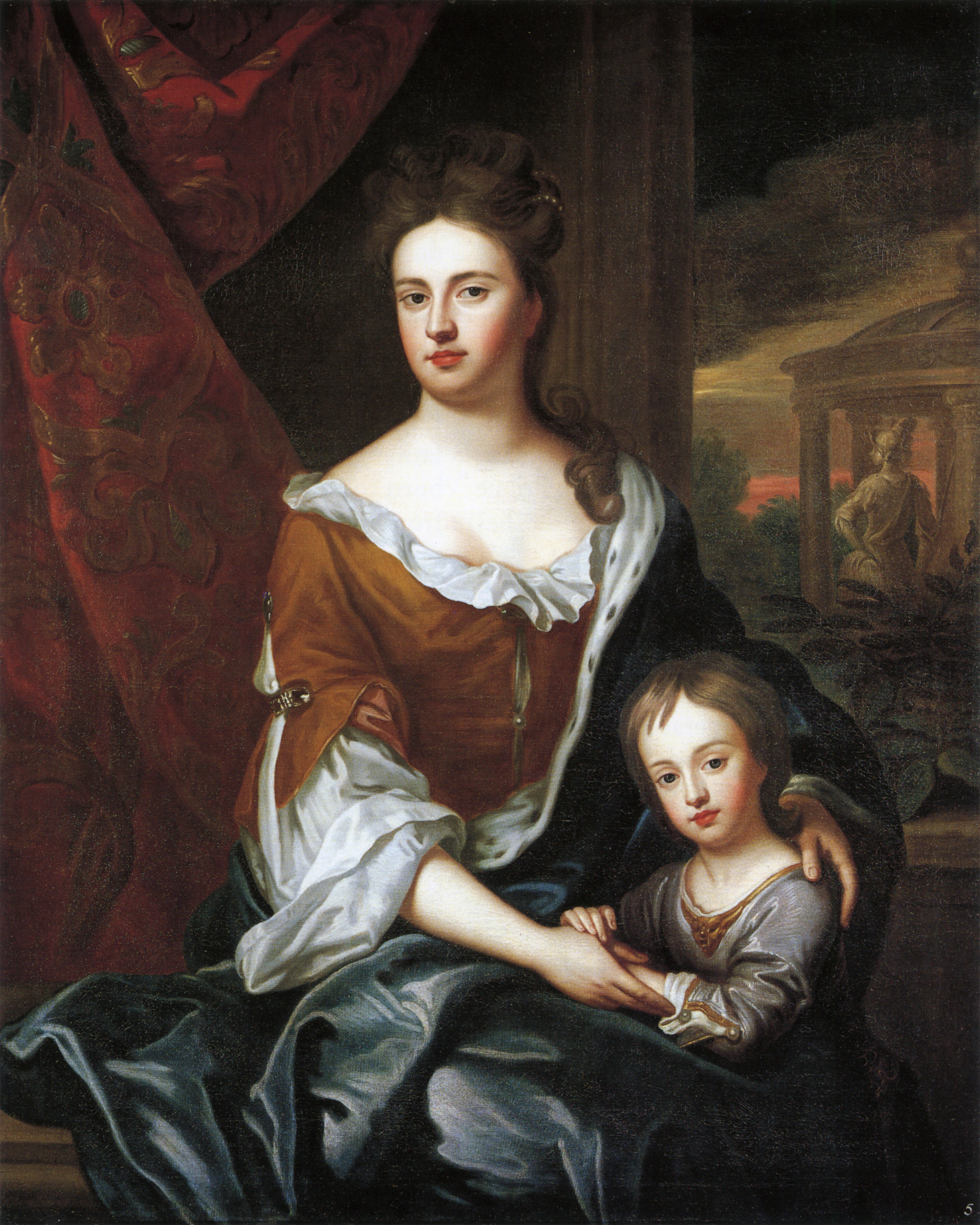
Королева Анна с принцем Уильямом. Готфрид Кнеллер, 1694 год

В конце 1688 года в Англии произошла «Славная революция» — католик Яков II был свергнут своим протестантским зятем, голландским штатгальтером Вильгельмом Оранским. Вильгельм и его жена, старшая дочь Якова Мария, были признаны английским и шотландским парламентами королём и королевой. Так как у них не было детей, младшая сестра Марии, Анна, была объявлена наследницей престола Англии и Шотландии. Это было закреплено в Билле о правах 1689 года.
Анна вышла замуж за принца Дании и Норвегии Георга, и за первые шесть лет их брака она была беременна шесть раз, но ни один из детей не выжил. В конце её седьмой беременности, в 5 часов утра 24 июля 1689 года, в Хэмптон-корт появился на свет сын. Как тогда было принято, при родах присутствовали свидетели. Через три дня новорождённый был крещён епископом Лондона под именем Уильям Генри (Вильгельм Генрих) в честь своего дяди короля Вильгельма Оранского. Король, который был одним из крестных наряду с маркизой Галифакс и лорд-камергером, даровал младенцу титул герцога Глостерского, хотя официально герцогство ему не было передано. Уильям стал вторым в очереди на престол после своей матери, и поскольку его рождение обеспечивало протестантскую преемственность на троне, он был надеждой сторонников революции. В честь его рождения Генри Пёрселл написал оду. Вместе с тем, сторонники Якова II считали Глостера «болезненным и обречённым узурпатором».
Глостер с самого рождения действительно страдал от болезней. Когда ему было три недели, младенец стал мучиться судорогами, и Анна перевезла его в Крейвен-хаус (Кенсингтон), надеясь, что воздух окружающих гравийных карьеров окажет благотворное влияние на его здоровье. По обычаям королевской семьи Глостер был передан на попечение гувернантки, леди Фицхардинг, и был вскормлен кормилицей миссис Пэк, а не своей матерью. Для укрепления здоровья мальчик каждый день путешествовал в небольшом открытом экипаже, запряжённым шетландскими пони. Эффективность лечения Глостера превысила ожидания, и принцесса Анна и принц Георг приобрели в 1690 году поблизости для постоянного жительства Кэмпден-хаус, особняк Якова I.
На протяжении всей своей жизни Глостер страдал от рецидивов «лихорадки», которую придворный врач Джон Радклиф лечил регулярными дозами «иезуитской коры» — ранней формы хинина. Возможно, в результате гидроцефалии, принц имел увеличенную голову, из-за чего он не мог ровно ходить и постоянно натыкался на предметы. В пять лет Глостер отказывался подниматься по лестнице без двух пажей, поддерживавших его с боков. За это отец бил его розгами, пока принц не соглашался подниматься сам: телесные наказания в то время были приняты в воспитании детей и не считались излишне суровыми.

## Образование

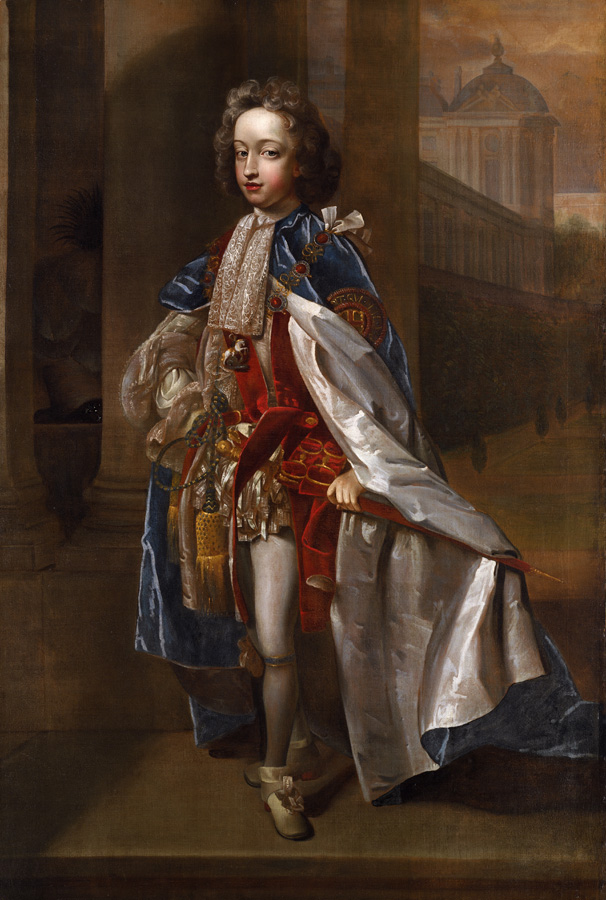
Принц Уильям в лазурной мантии Ордена Подвязки. Эдмунд Лилли, 1698 год

До трёх лет юный принц не мог внятно говорить, поэтому начало обучения Глостера было отложено на год. Преподобный Сэмюэль Пратт, выпускник Кембриджа, в 1693 году был назначен воспитателем герцога. В обучении был сделан упор на географию, математику, латынь и французский язык. К 1690-м годам Уильям успел сблизиться с валлийцем Дженкином Льюисом, который был назначен личным слугой и пажом молодого герцога. Льюис был любимым компаньоном принца, и именно он вызвал у него живой интерес к военным игрушкам и даже к военной истории. Пратт враждовал с Льюисом и не скрывал того, что имеет нелестное мнение об уровне образования валлийца. Льюис всегда оставался любимым учителем Уильяма, поскольку, в отличие от Пратта, был хорошо осведомлён в военном деле и мог помочь принцу с его «конной гвардией», состоявшей из местных детей в количестве от 22 до 90 человек в разные годы.
Принцесса Анна рассорилась с Марией и Вильгельмом и неохотно согласилась, по совету своей подруги графини Мальборо, чтобы Глостер регулярно посещал своих тётю и дядю для обеспечения их доброжелательного отношения к нему. В попытке примириться Анна пригласила короля и королеву посетить смотр «конной гвардии» Глостера. После смотра в Кенсингтонском дворце король похвалил «гвардейцев» и вновь посетил Кэмпден-хаус на следующий день. Глостер сблизился со своими тётей и дядей: королева регулярно покупала ему подарки в лучшем магазине игрушек. Смерть Марии в 1694 году привела к внешнему примирению Анны и Вильгельма, в результате чего принцесса и Глостер переехали в Сент-Джеймсский дворец в Лондоне.
На свой седьмой день рождения Глостер принял участие в церемонии в часовне Святого Георгия Виндзорского замка, на которой он был провозглашён рыцарем Ордена Подвязки. Во время праздничного банкета принцу стало плохо, но после выздоровления он отправился на охоту на оленя в Большом Виндзорском парке.
В ходе судебного разбирательства против сэра Джона Фенвика, который был замешан в заговоре с целью убийства короля Вильгельма, юный Глостер подписал письмо королю, обещая ему свою лояльность.
В 1697 году парламент предоставил королю Вильгельму пятьдесят тысяч фунтов для обустройства двора герцога Глостера, хотя король распорядился потратить на это лишь пятнадцать тысяч, оставив разницу в своём распоряжении. Создание собственного двора Глостера в начале 1698 года возродило вражду между Анной и Вильгельмом. Вильгельм был полон решимости ограничить участие Анны в жизни королевского двора и в воспитании наследника и назначил против её воли низко-церковника Гилберта Бёрнета, епископа Солсбери, наставником Глостера. Бёрнет, не желая обижать принцессу, пытался отказаться от этой должности, но король настоял на своём.
Бёрнет по несколько часов в день рассказывал Глостеру о конституциях Европы. Он также заставлял мальчика заучивать факты и даты наизусть. Министры правительства оценивали успеваемость Глостера каждые четыре месяца и были «поражены замечательной памятью и здравыми рассуждениями». Его «конная гвардия» была расформирована, и король Вильгельм сделал его почётным командиром боевого полка голландских пехотинцев.

## Смерть
Когда приближался день его одиннадцатилетия, герцог Глостер был перевезён в старые апартаменты королевы Марии в Кенсингтонском дворце. В свой день рождения в Виндзоре 24 июля 1700 года он, как говорили придворные, «разгорячился» во время танца. С наступлением темноты мальчик начал страдать от боли в горле и озноба. Врачи не смогли договориться о диагнозе, и у принца начала подниматься температура. Радклиф полагал, что мальчик болен скарлатиной, другие же думали, что это была оспа. Глостеру решили сделать кровопускание, против чего Радклиф категорически возражал. Он сказал своим коллегам: «Вы можете убить его».
Принц Уильям умер 30 июля 1700 года в присутствии своих родителей. Вскрытие показало ненормальное количество жидкости в желудочках мозга (гидроцефалию). Король Вильгельм, находившийся в Нидерландах, написал графу Мальборо: «Эта ужасная потеря для меня, а также для всей Англии, она пронзает моё сердце». Анна впала в прострацию от горя и заперлась в своей комнате. По вечерам она отправлялась в сад, чтобы отвлечься от печальных мыслей. Тело принца в ночь на 1 августа было перевезено из Виндзора в Вестминстер, где оно было погребено в Королевском склепе часовни Генриха VII 9 августа. Как было принято в королевской семье, родители Уильяма не присутствовали на панихиде, а остались в уединении в Виндзоре.
Смерть Глостера пошатнула намеченный порядок престолонаследия: теперь его мать была единственным Стюартом-протестантом, имевшим право претендовать на престол. Хотя Анна была беременна ещё десять раз после рождения Уильяма, все её последующие дети умерли в утробе или сразу после рождения. Английский парламент не желал допустить восстановления католиков на троне и принял в 1701 году Акт о престолонаследии, который объявлял наследником престола после Анны Софию Ганноверскую, внучку Якова I по женской линии. Анна сменила Вильгельма Оранского на престоле в 1702 году и правила страной до своей смерти 1 августа 1714 года. София скончалась за месяц с небольшим раньше Анны, и потому на престол взошёл её сын Георг — первый британский монарх из Ганноверской династии.

## Титулы, генеалогия и герб

### Титулование
- 27 июля 1689 — 30 июля 1700: Его Королевское высочество принц Уильям, герцог Глостерский[58]

### Герб

Герб принца Уильяма состоит из королевского герба Англии, с элементами датского герба. Щит увенчан короной, соответствующей достоинству внуков суверена [с владельческой шапкой]. Над короной расположен нашлемник — золотой, коронованный короной внуков суверена, леопард с серебряным титлом (как в щите) на шее, стоящий на короне внуков суверена. Щитодержатели обременены титлом (турнирным воротничком) как в щите: на зелёной лужайке золотой, вооружённый червленью и коронованный золотой короной леопард [восстающий лев настороже] и серебряный, вооружённый золотом единорог, увенчанный наподобие ошейника золотой короной, с прикреплённой к ней цепью.
Щит четверочастный с серебряным турнирным воротником [титлом], средний зубец которого обременён крестом святого Георгия: в 1-й и 4-й частях — английский королевский герб (начетверо: в 1-й и 4-й частях в лазоревом поле три золотых лилии [Франция]; во 2-й и 3-й частях в червлёном поле три золотых леопарда [идущих льва настороже], вооружённых лазурью, один над другим); во 2-й части — герб Шотландии (в золотом поле червлёный, вооружённый лазурью, восстающий лев, окружённый двойной процветшей и противопроцветшей внутренней каймой); в 3-й части — герб Ирландии (в лазоревом поле золотая с серебряными струнами арфа). Поверх щита располагается щиток герба Дании (в золотом поле с девятью червлёными сердцами три лазоревых, вооружённых и коронованных золотом, леопарда [идущих льва настороже]).
Щит опоясан лентой Ордена Подвязки из тёмно-синего бархата с вытканной золотом каймой и золотой надписью: «Honi soit qui mal y pense» — «Да стыдится тот, кто подумает об этом дурно». Щитодержатели помещены на золотую витую подставку, расходящуюся от пряжки орденской ленты.